# Stazione di Cesta
La stazione di Cesta (in italiano tra le due guerre Santa Croce di Aidussina) è una stazione ferroviaria della linea Gorizia-Aidussina; serve l'omonimo centro abitato.

## Storia
La stazione fu attivata nel 1902, all'apertura dell'intera linea.
Dopo la prima guerra mondiale, con l'annessione della zona al Regno d'Italia, la stazione passò alle Ferrovie dello Stato italiane, assumendo il nome di Santa Croce di Aidussina.
Dopo la seconda guerra mondiale la stazione passò alla rete jugoslava (JŽ), venendo ribattezzata Cesta, analogamente al centro abitato. Dal 1947 i treni non raggiungono più Gorizia.
Dal 1991 appartiene alla rete slovena (Slovenske železnice).